# Nadsat
Nadsat es una jerga juvenil inventada por el lingüista, novelista y compositor Anthony Burgess para su novela La naranja mecánica. Esta toma gran parte de sus términos de los lenguajes eslavos, sobre todo del idioma ruso y alguna palabra de la lengua gitana. Fue popularizada por la versión cinematográfica de Stanley Kubrick. En la película se realiza una depuración y adaptación de los términos para facilitar la comprensión de los espectadores.
En esta jerga un individuo era un "cheloveco", una chica era una "débochca" o una "ptitsa"; los amigos de Alex eran sus "drugos"; la cabeza era la "golová" o "quijotera"; la leche, "moloco"; la voz era la "golosa", "rot" era la boca, "glasos" o "vidrios" a los ojos, "ruca" la mano y "noga" la pierna. Los policías eran "militsos", un fuerte golpe "butcharnó"; el sacerdote era "chaplino" y "Bogo" Dios. La propia palabra "nadsat" significa "adolescente". En realidad "nadsat" es el equivalente ruso del "teen" inglés: en ruso, todos los nombres de los números de 11 a 19 terminan en "nadsat"; análogamente en inglés, todos los nombres del número 13 al 19 terminan en "teen".
Debido a la influencia de la película, algunas de estas palabras se usaron algún tiempo entre los jóvenes de la época, aunque de forma muy limitada, y no terminaron de encajar en el lenguaje popular.
Para el autor, una lectura ordenada del libro era como «un curso de ruso cuidadosamente programado», y el libro en su edición original no incluía glosario. La primera edición en español (Minotauro, Barcelona, 1976), traducida por Aníbal Leal, está basada en la edición inglesa publicada en 1972 por Penguin Books, y su glosario nadsat-español contó con la colaboración del autor, quien propuso la mayor parte de las posibles equivalencias y algunas variantes fonéticas.

## Glosario Nadsat
Las palabras que no parecen de origen ruso han sido marcadas con un asterisco

### A
- **Apología: Disculpas[1]

### B
- Bábuchca: Anciana[1]
- Besuño: Loco[1]
- Biblio: Biblioteca[1]
- Bitba: Pelea[1]
- Bogo: Dios[1]
- Bolche: Grande[1]
- Bolnoyo: Enfermo[1]
- Boloso: Cabello[1]
- Brachno: Bastardo[1]
- Brato: Hermano[1]
- Bredar: Lastimar[1]
- Britba: Navaja[1]
- Brosar: Arrojar[1]
- Bruco: Vientre[1]
- Bugato: Rico[1]

### C
- Cala: Excremento, Heces[1]
- Camison: Blusa
- *Cancrillo: Cigarrillo[1]
- Cantora: Oficina[1]
- Carmano: Bolsillo[1]

- Clopar: Golpear, Llamar[1]
- Cluvo: Pico, Nariz[1]
- Colocolo: Campanilla[1]
- Copar: Entender[1]
- Coschca: Gato[1]
- Coto: Gato[1]
- Cascar: Morir
- Carola: Amor
- *Cracar: Golpear, Destruir[1]
- *Crarcar: Aullar, Gritar[1]
- Crastar: Robar[1]
- Crichar: Gritar[1]
- Crobo: Sangre[1]
- Crunchy: Masticar
- Cuperar: Comprar[1]
- Chai: Té[1]
- *Chaplino: Sacerdote[1]
- Chascha: Taza[1]
- Chaso: Guardia[1]
- Chavalco: Chico
- Cheloveco: Individuo[1]
- Chepuca: Tontería[1]
- Cheena: Mujer[1]
- Chilumpear: Atrasar
- Chisna: Vida[1]
- Chistar: Lavar[1]
- Chovelo: Bruto
- Chudesño: Extraordinario[1]
- Chumchum: Ruido[1]
- *Chumlar: Murmurar[1]

### D
- Débochca: Muchacha[1]
- Dedón: Viejo[1]
- Dengo: Dinero[1]
- Dobo: Bueno, Bien[1]
- Domo: Casa[1]
- Dorogo: Estimado, Valioso[1]
- Dratsar: Pelear[1]
- *Drencrom: Adrenocromo[1]
- Drugo: Amigo[1]
- Duco: Asomo, Pizca[1]
- Dva: Dos[1]

### E
- *Eme: Mamá[1]
- Evaporar: Morir

### F
- Filosa: Mujer[1]
- Fons: Precioso
- Forella: Mujer[1]
- *Fuegodoro: Bebida[1]

### G
- Gasetta: Diario[1]
- Glaso: Ojo[1]
- *Gloria: Cabello[1]
- Glupo: Estúpido[1]
- Goborar: Hablar, Conversar[1]
- *Goli: Unidad de moneda[1]
- Golosa: Voz[1]
- Golová: Cabeza[1]
- Gorlo: Garganta[1]
- Grasño: Sucio[1]
- Gronco: Estrepitoso, Fuerte[1]
- Grudos: Pechos[1]
- Guba: Labio[1]
- Gular: Caminar[1]
- Gulivera: Cabeza

### I
- Imya: Nombre[1]
- Interesobar: Interesar[1]
- Itear: Ir, Caminar, Ocurrir[1]

### J
- Joroschó: Bueno, Bien[1]

### K
- Klebo: Pan[1]
- Kroovy: Sangre
- Krunchi Krunchi: Comer

### L
- Lapa: Pata[1]
- Litso: Cara[1]
- Liudo: Individuo[1]
- Lontico: Pedazo, Trozo[1]
- Lovetar: Atrapar[1]
- Lubilubar: Hacer el amor[1]

### M
- Ma: Mamá
- Málchico: Muchacho[1]
- Malenco: Pequeño, Poco[1]
- *Maluolo: Mal, Malo[1]
- Maslo: Mantequilla[1]
- Mersco: Sucio[1]
- Meselo: Pensamiento, Fantasía[1]
- Mesto: Lugar[1]
- Metesaca: Cópula, Copular
- Militso: Policía[1]
- Minuta: Minuto[1]
- Molodo: Joven[1]
- Moloco: Leche[1]
- Mosco: Cerebro[1]
- *Munchar: Masticar, Comer[1]

### N
- Nachinar: Empezar[1]
- Nadmeño: Arrogante[1]
- Nadsat: Adolescente[1]
- Nago: Desnudo[1]
- Naito: Noche[1]
- Naso: Loco[1]
- Niznos: Calzones[1]
- Nocho: Cuchillo[1]
- Noga: Pie, Pierna[1]
- Nopca: Botón[1]
- Nuquear: Oler[1]

### O
- Ocno: Ventana[1]
- Ochicos: Lentes[1]
- Odinoco: Solo, Solitario[1]
- Odin: Uno[1]
- Osuchar: Borrar, Secar[1]

### P
- Papapa: Papá
- *Pa: Papá[1]
- Pianitso: Borracho[1]
- Pischa: Alimento[1]
- Pitear: Beber[1]
- Placar: Gritar[1]
- Platis: Ropas[1]
- Plecho: Hombro[1]
- Plenio: Prisionero[1]
- Plesco: Salpicadura[1]
- Ploto: Cuerpo[1]
- Poduchca: Almohada[1]
- Polear: Copular[1]
- Polesño: Útil[1]
- *Polillave: Llave maestra[1]
- Ponimar: Entender[1]
- Prestúpnico: Delincuente[1]
- Privodar: llevar, conducir[1]
- Ptitsa: Muchacha[1]
- Puglio: Miedoso[1]
- Puschca: Fusil, Escopeta[1]

### Q
- Quijotera: Cabeza
- Quilucho: Llave[1]
- Quischcas: Tripas[1]

### R
- Rabotar: Trabajar[1]
- Radosto: Alegría[1]
- Rascaso: Cuento, Historia[1]
- Rasdrás: Enojo, Cólera[1]
- Rasrecear: Trastornar, Destrozar[1]
- Rasudoque: Cerebro[1]
- Rota: Boca[1]
- Ruca: Mano, Brazo[1]

### S
- Sabogo: Zapato[1]
- Sacarro: Azúcar[1]
- Samechato: Notable[1]
- Samantino: Generoso[1]
- *Sarco: Sarcástico[1]
- Sasnutar: Dormir[1]
- Scasar: Decir[1]
- *Scolivola: Escuela[1]
- Scorro: Rápido[1]
- Scotina: "Vaca"[1]
- Scraicar: Arañar[1]
- Scvatar: Agarrar[1]
- Schaica: Pandilla[1]
- Scharros: Nalgas[1]
- Schesto: Barrera[1]
- Schiya: Cuello[1]
- *Schlaga: Garrote[1]
- Schlapa: Sombrero[1]
- Schlemo: Casco[1]
- Schuto: Estúpido[1]
- *Silaño: Preocupación[1]
- Siny: Cine[1]
- Sladquino: Dulce[1]
- Slovo: Palabra[1]
- Sluchar: Ocurrir[1]
- Slusar: Oír, Escuchar[1]
- Smecar: Reír[1]
- Smotar: Mirar[1]
- Snito: Sueño[1]
- Snufar: Morir[1]
- Sobirar: Recoger[1]
- *Sodo: Bastardo[1]
- Soviet: Consejo, Orden[1]
- Spatar: Dormir[1]
- Spachca: Sueño[1]
- Spugo: Aterrorizado[1]
- Staja: Cárcel[1]
- Starrio: Viejo, Antiguo[1]
- Straco: Horror[1]
- Subos: Dientes[1]
- Sumca: Mujer vieja[1]
- Svonoco: Timbre[1]
- Svuco: Sonido, Ruido[1]
- Synthemesco: Droga[1]

### T
- Talla: Cintura[1]
- *Tastuco: Pañuelo[1]
- Tolchoco: Golpe, Empujón[1]
- Talkshockear: Agredir verbalmente
- Tri: Tres[1]
- Tuflos: Pantuflas[1]
- Turka: Palabra

### U
- Ubivar: Matar[1]
- Ucadir: Irse[1]
- Uco: Oreja[1]
- Uchasño: Terrible[1]
- Umno: Listo[1]
- Unodós: Cópula, Copular
- Usy: Cadena[1]

### V
- Varitar: Preparar[1]
- Veco: Individuo, Sujeto[1]
- *Velocet: Droga[1]
- Vesche: Cosa[1]
- Videar: Ver[1]
- Vidrio: Ojo
- Vono: Olor[1]

### W
- Warble: Canción

### Y
- *Yajudo: Judío[1]
- Yama: Agujero[1]
- *Yarboclos: Testículos[1]
- Yarmoles: Testículos
- Yasicca: Lengua[1]
- Yecar: Manejar un vehículo[1]